# Рудня-Перганская
Рудня-Перганская (укр. Рудня-Перганська) — село на Украине, основано в 1545 году, находится в Олевском районе Житомирской области.
Код КОАТУУ — 1824487603. Население по переписи 2001 года составляет 73 человека. Почтовый индекс — 11012. Телефонный код — 4135. Занимает площадь 0,29 км².

## Адрес местного совета
11011, Житомирская область, Олевский р-н, с.Хочино, ул.Маликова, 47